# Kaarina
Kaarina [ˈkɑːrinɑ] (schwedisch: S:t Karins) ist eine Stadt im Südwesten Finnlands mit 35.848 Einwohnern (Stand 31. Dezember 2022). Sie liegt an der Ostseeküste in unmittelbarer Nachbarschaft zur Großstadt Turku.

## Geografie
Kaarina liegt an der Südwestküste Finnlands in der Landschaft Varsinais-Suomi. Der Küste vorgelagert ist der ausgedehnte Archipel des Schärenmeeres. Kaarina hat eine Landgrenze mit den Städten und Gemeinden Turku im Nordwesten, Lieto im Nordosten und Paimio im Osten. Zur See hin grenzt Kaarina an Pargas im Süden und Sauvo im Südosten. Die Entfernung ins Stadtzentrum von Turku beträgt nur acht Kilometer, entsprechend eng ist Kaarina mit der größten Stadt Südwestfinnlands verbunden.
Insgesamt hat Kaarina eine Fläche von 179,51 Quadratkilometern. Unter Ausschluss der Meeresgebiete sind es 151,37 Quadratkilometer, wovon weitere 1,02 Quadratkilometer Binnengewässer sind. Zum Stadtgebiet von Kaarina gehört auch ein Teil des vorgelagerten Schärengebiets mit der Insel Kuusisto.

## Geschichte

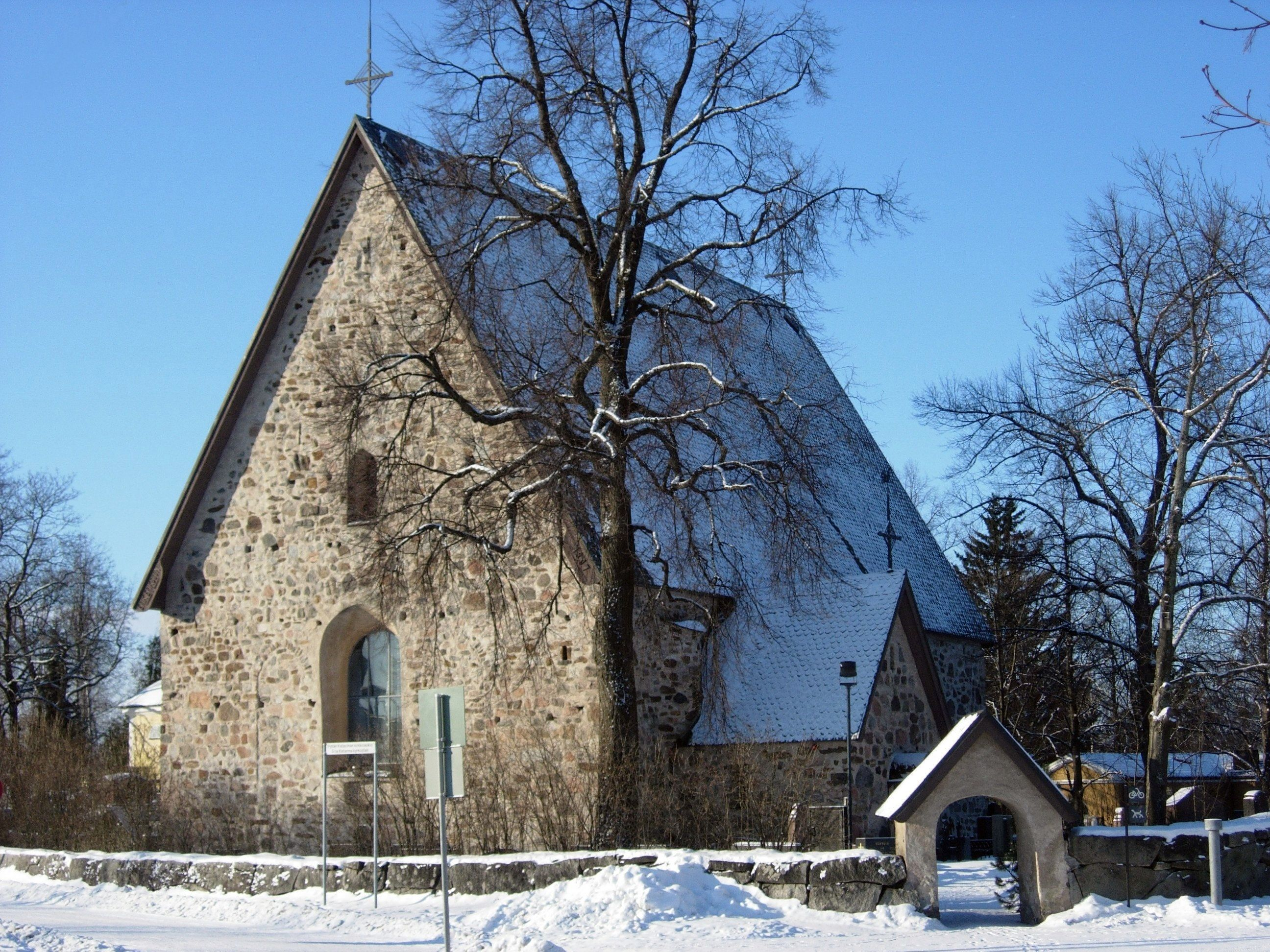
Die mittelalterliche Kirche von Kaarina befindet sich heute im Stadtgebiet von Turku.

Kaarina gehört zu den ältesten Orten Finnlands, obgleich es erst seit 1993 die Stadtrechte besitzt. Das Kirchspiel Kaarina wurde wohl schon im frühen 13. Jahrhundert kurze Zeit nach der Christianisierung Finnlands gegründet, seine erste urkundliche Erwähnung stammt aus dem Jahr 1309. Eine erste Holzkirche wurde im Dorf Nummi erbaut, das bereits während der Eisenzeit ein bedeutendes lokales Zentrum gewesen war. Ursprünglich wurde das Kirchspiel nach seinem Kirchdorf ebenfalls Nummi genannt, später etablierte sich der von Katharina von Alexandrien, der Schutzheiligen der Kirche, abgeleitete Name Kaarina. Die aus Stein gebaute Kirche von Kaarina wurde vermutlich Mitte des 15. Jahrhunderts anstelle des hölzernen Vorgängerbaus errichtet.
Im September 2013 wurde bekannt, dass Archäologen der Universität Turku im Ortsteil Ravattula am Nordufer des Flusses Aurajoki die steinernen Fundamente einer Kirche ausgegraben haben. Das Gebäude, das von den Archäologen auf das 12. Jahrhundert datiert wird und das offenbar von einem Friedhof umgeben war, hatte eine Länge von zehn Metern und eine Breite von sechs Metern. Es wäre damit die älteste in Finnland bezeugte Kirche.
Ursprünglich umfasste das Kirchspiel Kaarina große Teile des heutigen Stadtgebiets von Turku sowie die Insel Kakskerta. Nach und nach wurden Teile aus Kaarina in Turku eingemeindet, zuletzt 1939. Bei dieser Eingemeindung kam auch die Kirche von Kaarina zu Turku. Der östliche Teil von Turku blieb aber zunächst bei der Kirchengemeinde Kaarina, erst 1991 wurden die Kirchengemeinden nach der Verwaltungsgrenze getrennt. Bei dieser Gelegenheit wurde die Kirche von Kaarina in St.-Katharinen-Kirche (Pyhän Katariinan kirkko) umbenannt.
Auf der Insel Kuusisto befand sich im Mittelalter die Burg der Bischöfe von Turku. Nach Einführung der Reformation wurde sie 1528 auf Befehl von König Gustav I. Wasa abgetragen. Die bis dato unabhängige Gemeinde Kuusisto wurde 1946 in Kaarina eingemeindet.
In der zweiten Hälfte des 20. Jahrhunderts erlebte Kaarina, begünstigt durch die Nähe zu Turku, ein starkes Bevölkerungswachstum. 1993 erhielt Kaarina den Status einer Stadt. Zum Jahresbeginn 2009 wurde die Nachbargemeinde Piikkiö in Kaarina eingemeindet.

## Bevölkerung
Kaarina profitiert stark von der Lage im Speckgürtel von Turku und weist seit Jahrzehnten eine konstant steigende Bevölkerungsentwicklung auf. Hatte Kaarina 1950 noch rund 6.000 Einwohner, waren es um die Jahrtausendwende schon über 20.000. Durch die Eingemeindung der Nachbargemeinde Piikkiö wurde 2009 die 30.000-Einwohner-Marke überschritten. Derzeit wächst die Einwohnerzahl um 1,5 Prozent im Jahr.
Während die der Küste vorgelagerte Schärenregion Åboland zum Siedlungsgebiet der Finnlandschweden gehört, ist die Bevölkerung Kaarinas überwiegend finnischsprachig. 94,1 Prozent der Einwohner sprechen Finnisch, 3,6 Prozent Schwedisch als Muttersprache. Offiziell ist die Stadt einsprachig finnisch.

## Politik

### Verwaltung
In Kaarina sind die konservativ-liberale Nationale Sammlungspartei und die Sozialdemokraten die beiden dominierenden politischen Kräfte. Im Stadtrat, der höchsten Entscheidungsinstanz bei lokalen Angelegenheiten, ist die Nationale Sammlungspartei mit 18, die Sozialdemokraten mit 13 von insgesamt 51 Sitzen vertreten. Drittstärkste Fraktion ist der Grüne Bund mit sieben Vertretern. Die Zentrumspartei, obgleich finnlandweit zu den drei großen Parteien gehörend, spielt mit vier Sitzen im Stadtrat wie allgemein in den Städten Südfinnlands eine untergeordnete Rolle. Weiterhin im Stadtrat vertreten sind das Linksbündnis mit vier Sitzen, die Christdemokraten und die Schwedische Volkspartei mit je zwei Sitzen sowie die rechtspopulistischen Wahren Finnen mit einem Sitz.
| Partei                    | Wahlergebnis 2008 | Sitze |
| ------------------------- | ----------------- | ----- |
| Nationale Sammlungspartei | 33,2 %            | 18    |
| Sozialdemokraten          | 25,3 %            | 13    |
| Grüner Bund               | 14,1 %            | 07    |
| Linksbündnis              | 09,0 %            | 04    |
| Zentrumspartei            | 08,1 %            | 04    |
| Christdemokraten          | 04,1 %            | 02    |
| Schwedische Volkspartei   | 03,2 %            | 02    |
| Wahre Finnen              | 02,2 %            | 01    |

Kaarina koordiniert im Rahmen der Verwaltungsgemeinschaft Turku organisatorische und wirtschaftliche Aufgaben mit den Nachbargemeinden.

### Wappen

Altes Wappen von Kaarina

Seit der Gemeindefusion von 2009 trägt Kaarina das Wappen der ehemaligen Gemeinde Piikkiö. Dieses wurde 1955 vom Heraldiker Ahti Hammar entworfen und zeigt im roten Schild drei goldene Zacken mit Kleeblättern an der Spitze. Die Zacken verweisen auf den Namen Piikkiö (piikki bedeutet auf Finnisch „Spitze“), während die Kleeblätter für die Landwirtschaft stehen. Rot und gold sind die heraldischen Farben der Landschaft Varsinais-Suomi.
Zuvor hatte Kaarina ein ebenfalls von Ahti Hammar entworfenes Wappen geführt. Dieses zeigte in rot ein zerbrochenes silbernes Marterrad, davor die Heilige Katharina, ein Schwert in der rechten, mit der linken Hand ein geöffnetes Buch emporhaltend, alles gold. Die Heilige Katharina von Alexandrien ist die Namenspatronin der Stadt Kaarina.

### Städtepartnerschaften
Kaarina unterhält Städtepartnerschaften mit:
- Enköping, Schweden
- Nedre Eiker, Norwegen
- Ølstykke, Dänemark
- Szentes, Ungarn
- Sowetski, Russland
- Jõgeva, Estland
- Ansião, Portugal[10]

## Infrastruktur
Kaarina ist dank seiner Nähe zu Turku verkehrstechnisch gut erschlossen. Die als Autobahn ausgebaute Staatsstraße 1 von Turku nach Helsinki führt kaum einen Kilometer nördlich des Stadtzentrums an Kaarina vorbei. Der öffentliche Nahverkehr in und nach Kaarina wird von den Bussen des Verkehrsverbundes Turku bestritten. Der nächstgelegene Bahnhof befindet sich im Turkuer Stadtteil Kupittaa.

## Wirtschaft
Der Kabelnetzbetreiber Teleste Oyj hat seinen Sitz in Kaarina. Das Unternehmen wurde 1954 in Turku gegründet.

## Kultur und Sehenswürdigkeiten

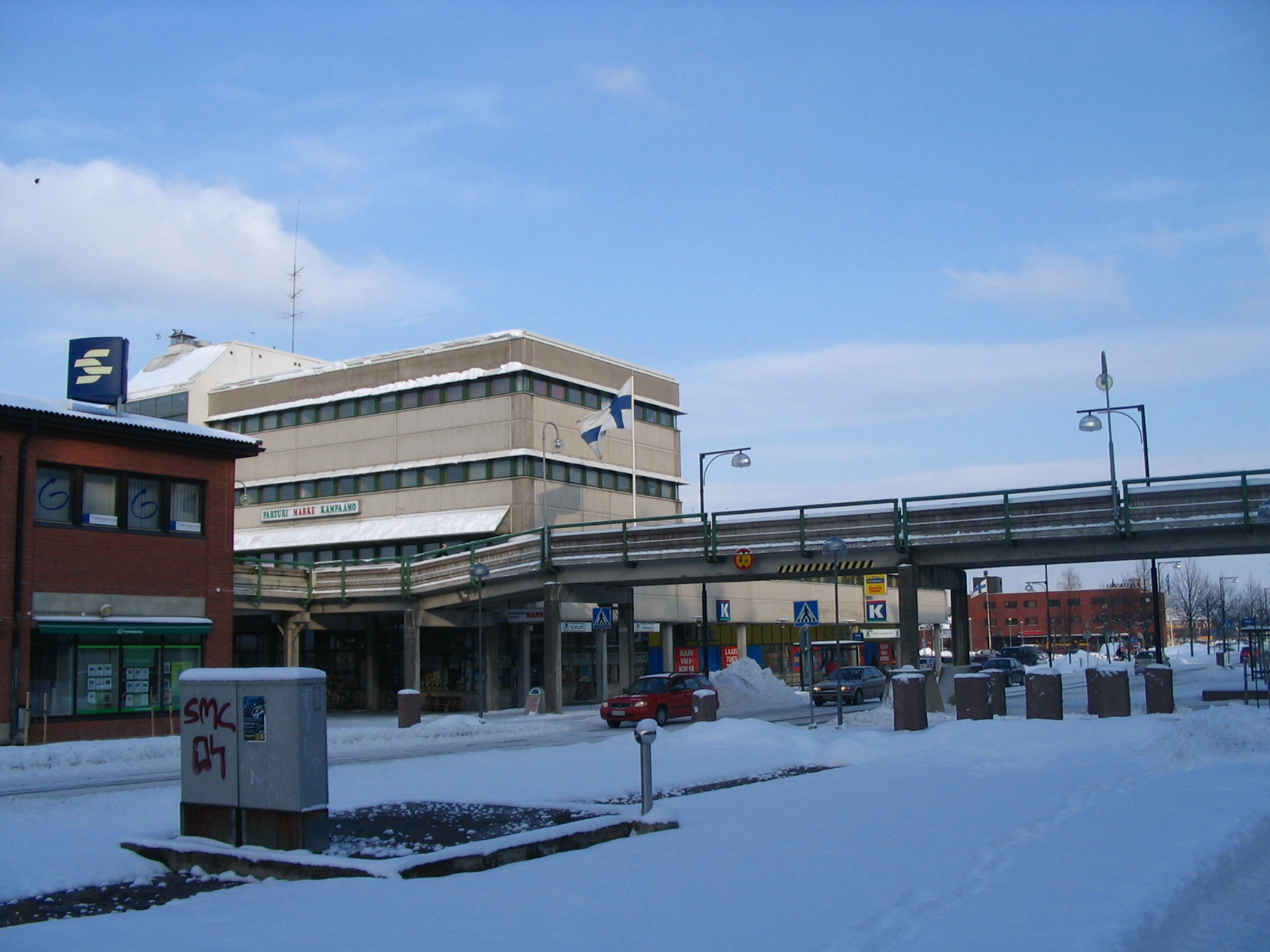
Das Stadtzentrum von Kaarina ist von Neubauten der Nachkriegszeit geprägt.

Die Holzkirche der Insel Kuusisto ist ein schlichter einschiffiger Bau aus dem Jahr 1792, der freistehende Kirchturm stammt noch vom Vorgängerbau und wurde bereits 1763 errichtet. Der Kirchhof wird von einer etwa ebenso alten Bruchsteinmauer eingefasst. Denkmalgeschützt ist wie die Kirche auch die gesamte Kulturlandschaft um die Meeresbucht Piikkiönlahti auf der Insel Kuusisto mit der Ruine der Bischofsburg und einem Gutshof aus dem 18. Jahrhundert. Das 1738 erbaute Hauptgebäude ist eines der ältesten erhaltenen Wohngebäude in Finnland. Die Kirche von Piikkiö wurde 1755 unter Verwendung von Feldsteinen von der Ruine der Burg Kuusisto erbaut.
Auf der gegenüberliegenden Seite des Kuusisto-Sundes auf dem Festland befindet sich der Gutshof Rauhalinna mit einem zweigeschossigen Wohnbau aus dem frühen 19. Jahrhundert und verstreut liegenden Ökonomiegebäuden im „Schweizer“ Stil. Nach einer Gutsteilung wurde zudem am östlichen Ende der Gemarkung ein weiteres Gut, Vähä-Rauhalinna, errichtet, das Wohngebäude stammt aus dem Jahr 1858. Im Tal des Aurajoki findet sich mit dem gut Haga ein weiteres Gut aus dem frühen 19. Jahrhundert. Historischen Baubestand weist auch noch der Ortsteil Mattelmäki auf. Das älteste Fundament wird um das Jahr 1600 datiert, die heutige Häuserzeile wurde im 19. Jahrhundert erbaut. In dieser Kulturlandschaft sind auch noch Weidezäune aus dieser Zeit erhalten.

## Söhne und Töchter der Stadt
- Lauri Viljanen (1900–1984), Literaturhistoriker, Literaturkritiker und Lyriker
- Tom of Finland (1920–1991), Künstler
- Mikko Rautee (* 1979), Eishockeyspieler und -trainer
- Jessica Thorn (* 1981), Fußballspielerin
- Juliette Kemppi (* 1994), Fußballspielerin
- Milja Thureson (* 1994), Sprinterin
- Kaan Kairinen (* 1998), Fußballspieler